# NGC 6792
NGC 6792 is een balkspiraalstelsel in het sterrenbeeld Lier. Het hemelobject werd in 1886 ontdekt door de Duits-Britse astronoom Jacob Gerhard Lohse (1851-1941).

## Synoniemen
- UGC 11429
- MCG 7-40-2
- ZWG 230.5
- IRAS 19193+4302
- PGC 63096